# Danh sách quốc gia theo GDP danh nghĩa 2009
Đây là danh sách thống kê về tổng sản phẩm quốc nội, giá trị thị trường của tất cả hàng hóa và dịch vụ từ một quốc gia trong một năm. Được thống kê bởi Quỹ tiền tệ quốc tế IMF (theo số liệu 2009), những dữ liệu vùng lãnh thổ và quốc gia không được thống kê bởi IMF được bổ sung bởi Ngân hàng Thế giới (WB), Liên Hợp Quốc (UN) hay CIA Facbooks cùng năm. Đồng Dollar Mỹ được sử dụng làm đơn vị tính, được tính toán tỷ giá hối đoái chính thức tại thị trường hay chính phủ.
Trong danh sách, các vùng lãnh thổ không tuy được thống kê nhưng không được xếp hạnh, vì chúng không phải thực thể quốc gia, vấn đề này cũng được áp dụng trên các lãnh thổ ly hay độc lập trên thực tế như: Đài Loan, Palestine, Somaliland, Bắc Síp, Kosovo...
Các số liệu được trình bày ở bảng thống kê này không tính sự khác nhau về chi phí sinh hoạt ở các quốc gia, và kết quả có thể khác nhau rất nhiều từ năm này qua năm khác dựa trên biến động trong tỷ giá hối đoái mà đồng tiền nội tệ của mỗi quốc gia thuyên chuyển. Biến động như vậy có thể thay đổi thứ hạng của một quốc gia từ năm tiếp theo. Do đó, những số liệu này nên được sử dụng cẩn thận.
Trong bảng thống kê có tất cả 248 quốc gia và vùng lãnh thổ được thống kê, gồm:
- 194 quốc gia độc lập đầy đủ, được công nhận rộng rãi trên thế giới (193 quốc gia là thành viên của Liên Hợp Quốc và Vatican).
- 8 Quốc gia, lãnh thổ ly khai độc lập trên thực tế: Đài Loan, Bắc Síp, Somaliland, Nam Ossetia, Abkhazia, Nagorno-Karabakh, Transnistria và Kosovo.
- 2 Quốc gia độc lập trên danh nghĩa: Palestine và Tây Sahara.
- 44 Vùng lãnh thổ phụ thuộc, hành chính đặc biệt, thuộc 8 quốc gia: Trung Quốc, Úc, New Zealand, Hoa Kỳ, Pháp, Anh, Hà Lan và Đan Mạch.

## Danh sách
| Quốc gia          | GDP (triệu USD) |
| ----------------- | --------------- |
| Việt Nam          | 93.164          |
| Lào               | 5.598           |
| Campuchia         | 10.871          |
| Thái Lan          | 263.979         |
| Myanmar           | 34.262          |
| Malaysia          | 192.955         |
| Singapore         | 182.231         |
| Indonesia         | 539.377         |
| Brunei            | 10.405          |
| Philippines       | 161.196         |
| Đông Timor        | 556             |
| Trung Quốc        | 4.984.731       |
| Nhật Bản          | 8.068.894       |
| Hàn Quốc          | 832.512         |
| CHDCND Triều Tiên | 27.800          |
| Mông Cổ           | 4.203           |
| Đài Loan          | 378.524         |
| Hong Kong         | 210.570         |
| Macau             | 22.100          |
| Ấn Độ             | 1.236.943       |
| Pakistan          | 161.994         |
| Bangladesh        | 94.602          |
| Nepal             | 12.894          |
| Bhutan            | 1.269           |
| Sri Lanka         | 42.203          |
| Maldives          | 1.307           |